# 30. Armee (Japanisches Kaiserreich)
Die 30. Armee (jap. 第30軍, Dai-sanjū-gun) war 1945 ein Großverband des Kaiserlich Japanischen Heeres. Ihr Tsūshōgō-Code (militärischer Tarnname) war Die Schnelle (敏, Hashi).

## Geschichte
Am 30. Juli 1945 stellte das Daihon’ei (Japanisches Hauptquartier) die 30. Armee unter Generalleutnant Iida Shōjirō auf und unterstellte ihr die 39., 125., 138. und 148. Infanterie-Division, einige Artillerie-Einheiten sowie weitere kleinere Einheiten. Die ca. 100.000 Mann starke Armee war der 3. Regionalarmee unterstellt und hatte ihr Hauptquartier in Hsinking. Während die ebenfalls der 5. Regionalarmee unterstelle 44. Armee näher an der sowjetischen Grenze stationiert war, befand sich der Kern der 30. Armee in der Zentral-Mandschurei. Außer der 39. Division, die 1939 aufgestellt worden war, handelte es sich bei den anderen Division um kurz zuvor aufgestellte Verbände mit geringer Kampfkraft und schlechter Ausrüstung.
Als am 9. August 1945, wenige Tage vor Ende des Pazifikkrieges, die Rote Armee die Sowjetische Invasion der Mandschurei einleitete, brach der Widerstand der 30. Armee schnell zusammen. Bereits am 15. August waren die meisten japanischen Einheiten vernichtet bzw. hatten kapituliert. Die gefangenen Japaner gingen anschließend in sowjetische Kriegsgefangenschaft.
Die 30. Armee wurde im August 1945 aufgelöst.

## Oberbefehlshaber
|            | Name                         | Von           | Bis             |
| ---------- | ---------------------------- | ------------- | --------------- |
| Kommandeur | Generalleutnant Iida Shōjirō | 30. Juli 1945 | 15. August 1945 |
| Stabschef  | Generalleutnant Katō Michio  | 29. Juli 1945 | 15. August 1945 |

## Untergeordnete Einheiten
- 30. Armee-Stab
- 39. Division
- 125. Division
- 138. Division
- 148. Division
- 2. Pionier-Brigade
- Artillerie
  - 1. Schweres Feldartillerie-Regiment
  - 19. Schweres Feldartillerie-Regiment
  - 7. Selbstständiges Feldartillerie-Bataillon
  - 21. Selbstständiges Schweres Artillerie-Bataillon
  - 27. Selbstständiges Mörser-Bataillon
- weitere kleinere Einheiten